# Wiener Blut
Wiener Blut ((tysk): wienerblod, wienerånd) er en operette af Victor Léon og Leo Stein med musik af Johann Strauss d.y. Strauss skrev ikke direkte til operetten, men den baserer sig på værker af ham, navnlig koncertvalsen Wiener Blut, op.354, og den fik først premiere i 1899 efter hans død.
Den første opsætning på Carltheater i Wien var ingen succes, og producenten tog livet af sig efter de store tab, som forestillingen kostede ham. I 1905 tog Theater an der Wien forestillingen op i en ny bearbejdning, der til gengæld var en bragende succes, og siden opføres operetten jævnligt i det tysksprogede område. 
Handlingen udspilles ved Wienerkongressen 1814-15.
Wiener Blut blev filmatiseret i 1942. Der er desuden udgivet en tysk tv-produktion af operetten fra 1971.

## Rytmisk musik
I 1988 udgav Falco albummet Wiener Blut, og Wiener Blut er også et nummer på Rammsteins album Liebe ist für alle da fra 2009.